# Aliah Faik al-Mughairi
Aliah Faik al-Mughairi (* 1. Februar 2003) ist eine omanische Leichtathletin, die sich auf den Hochsprung spezialisiert hat und aktuell Inhaberin des Landesrekordes ist.

## Sportliche Laufbahn
Erste internationale Erfahrungen sammelte Aliah Faik al-Mughairi im Jahr 2023, als sie bei den World University Games in Chengdu ohne eine übersprungene Höhe in der Qualifikationsrunde ausschied. 2025 gewann sie bei den Arabischen Meisterschaften in Oran mit neuem Landesrekord von 1,71 m die Bronzemedaille hinter der Algerierin Darina Hadil Rezik und Aiten Ahmed Yehia aus Ägypten und belegte im Weitsprung mit 4,69 m den vierten Platz.